# Delitzsch
Delitzsch (ˈdeːlɪtʃ, v slovanských jazycích: delč nebo delčz tj. kopec) je velké okresní město v německé spolkové zemi Sasko. Počtem obyvatel přibližně 25 tisíc je největším městem zemského okresu Severní Sasko. Je součástí městské aglomerace Leipzig–Halle.

## Partnerská města
- Friedrichshafen, Bádensko-Württembersko, Německo, 1990
- Monheim am Rhein, Severní Porýní-Vestfálsko, Německo, 1990
- Ostrów Wielkopolski, Polsko, 2000